# Emirat Noukour

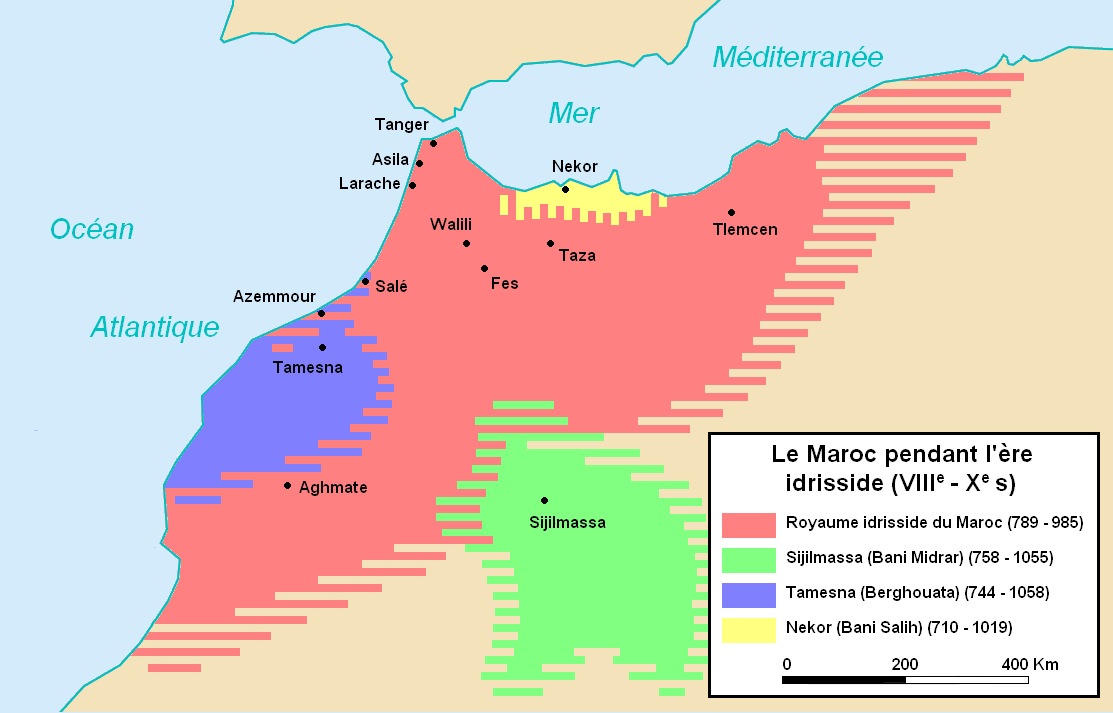
Der Maghreb vom 8. bis 10. Jahrhundert

Das Emirat Noukour, manchmal auch Emirat Nakor, wurde um das Jahr 710 im Rahmen der islamischen Eroberung des Maghreb von dem aus dem Jemen stammenden Araberfürsten Salih I. ibn Mansour gegründet. Die einzige historische Quelle hierzu ist ein kurzer Bericht des Chronisten Ibn Chaldūn aus dem späten 14. Jahrhundert.

## Lage
Das Emirat Noukour erstreckte sich entlang der Mittelmeerküste im Mündungsbereich des Oued Nekor; seine Hauptstadt lag möglicherweise bei der heutigen Kleinstadt Beni Bouayach.

## Geschichte
Mehrere Araberfürsten versuchten, während der Eroberung des Maghreb eigene territoriale Ansprüche zu verwirklichen – einer von ihnen war der aus dem heutigen Jemen stammende Salih I. ibn Mansour, der die Berber zum Islam bekehren wollte, was ihm teilweise auch gelang. Diese erhoben sich um das Jahr 740, weil ihnen die strikten Gebote des Islam missfielen und vertrieben Salih ibn Mansour aus dem Land. Sie beauftragten einen Mann mit Namen Er-Rondi, sie im Glauben ihrer Vorfahren zu unterweisen, doch nach kurzer Zeit vertrieben sie auch ihn und holten Salih ibn Mansour zurück, der jedoch im Jahr 749 starb. Er gilt als Gründer der Dynastie der Salihiden.
Unter seinem Sohn El-Motassem und dessen Nachfolgern wurde das Reich aufgrund innerer Machtkämpfe instabil, bis Saïd ibn Idris an die Macht kam, der das Emirat 37 Jahre lang bis zu seinem Tod im Jahr 803/804 regierte. Seinem Sohn Saleh Ibn Saïd war eine noch längere Regierungszeit beschieden; er starb im Jahr 864. In die Zeit seiner Herrschaft fiel jedoch ein Überfall der Normannen, die mit 62 Schiffen gekommen waren, und die Hauptstadt plünderten.
Zu Beginn des 10. Jahrhunderts okkupierte ein fatimidischer General mehrere Monate lang das Reich, dessen Herrscher jedoch entkommen konnte, in den Jemen floh und von dort mit angeworbenen Truppen wieder zurückkehrte. Doch auch in der Folgezeit verfolgten die Fatimiden eine Hegemonie-Politik über den Maghreb; im Jahr 1019 konnten sie schließlich das Emirat erobern.

## Nachspiel in Andalusien
Mehrere Familienmitglieder der Salihiden konnten an den Hof des Emirs von Saragossa fliehen; dort und in den anderen Taifa-Königreichen von Al-Andalus nahmen sie wichtige militärische Positionen ein. Ihr Ziel war es, die zersplitterte Macht im Land wieder in einer (möglicherweise ihrer) Hand zu vereinigen. Nach der Rückeroberung (reconquista) Toledos (1085) durch Alfons VI. griffen die berberstämmigen Almoraviden in Andalusien ein; im Jahr 1140 wurden die Salihiden all ihrer politischen und militärischen Ämter enthoben. Daraufhin wandten sie sich an die Almohaden, die in Marokko einen Dschihad gegen die Almoraviden führten. Um 1240 stellten sie ihre militärischen Fähigkeiten in den Dienst der in Granada residierenden Nasriden. Im Jahr 1490 – also zwei Jahre vor der Rückeroberung Granadas durch die Katholischen Könige – verließen sie Andalusien und kehrten nach Nordafrika zurück, wo sich ihre Spur jedoch verliert.